# Ејми Гарсија
Ејми Гарсија Лопез де Ордонез (енгл. Aimee Sandimés Garcia López de Ordóñez; Чикаго, 28. новембар 1978) је америчка глумица. Позната је по својим телевизијским улогама као Вероника Палмеро из Еј-Би-Си-ове ситуационе комедије Џорџ Лопез, Ивон Санчез из Си-Би-Ес-ове историјске драме Вегас, Џејми Батиста из Шоутајмове драме Декстер и Ела Лопез из драме Луцифер коју је Нетфликс преузео од Фокса.

## Младост
Ејми Гарсија рођена је у Чикагу, у Илиноису. Њена мајка Елуиза је из Пачуке, Хидалга, Мексика и завршила је стоматолошку школу Северозападног Универзитета; њен отац Хектор је из Сан Жуана, Порторика, и био је у америчким оружаним снагама. Гарсија је као дете почела да глуми у рекламама, а са седам година је учествовала у позоришту. Одраcла је у Оук Парку, у Илиноису где је похађала средњу школу Фенвик. Док је била у школи, похађала је часове глуме у позоришној радионици Пивен. Током студија на Северозападном Универзитету, где је завршила економију, новинарство и француски језик, појављивала се у локалним представама и мјузиклима. Након што је дипломирала, престала је са глумом на годину дана и бавила се финансијским послом за заједничког финансијског аналитичара у Бруклину, у Њујорку. Незадовољна послом, преселила се у Лос Анђелес, у Калифорнију, током 2002. године, како би наставила своју глумачку каријеру.

## Каријера
Глумила је Марију у Ворнер Бросовој серији Поздрави из Тусона и појавила се у неемитованој пилот епизоди Глобална фреквенција. Глумила је у оригиналном филму Дизнијевог канала Кадет Кели (2002), и играла је споредну улогу Лидије, поред Ентонија Андерсона, у ситуационој комедији Све о Андерсоновима у продукцији Ворнера Броса. У 2006. години почела је да се појављује у серији Џорџ Лопез, играјући Лопезову нећаку.
Гарсија је глумила уз Џесику Симпсон у комедији-драми Главна филмска звезда (2008). Играла је такође и споредну улогу у филму Рат (2007) и била је наратор у филму Собарица из Мексика (2004), Адама Сендлера.
Од 2009. до 2010. године, била је у глумачкој постави медицинске драме Траума, Питера Берга, као пилот хеликоптера Мариса Бенез.
Гарсија је провела три године у улози Џејми Батисте у Шоутајмовој серији Декстер, за коју је била номинована од удружења филмских глумаца за најбољу поставу у драмској телевизијској серији.
Играла је др Џеј Ким у Метро-Голдвин-Мајеровом римејку Робокап (2014).
У току 2016. године, Гарсија се прикључила главној постави друге сезоне Фоксове серије Луцифер, играјући форензичара Елу Лопез из Лос Анђелеса. У 2019. години, Гарсија се појавила у независном филму Ел Чикано, добивши похвале од Холивудског репортера за живописну глуму.
Гарсија је, са бившом професионалном рвачицом Еј Џеј Мендез, коаутор серије стрипова Глоу вс Бејбифејс који су засновани на телевизијској серији Сјај. Прво издање, од постојећа четири, објавила је Ај-Ди-Ви издавачка кућа, новембра 2019. године.

## Приватни живот
Гарсија борави у Лос Анђелесу, у Калифорнији.

## Филмографија

### Филм
| Година | Наслов                                             | Улога                     | Белешке           |
| ------ | -------------------------------------------------- | ------------------------- | ----------------- |
| 1996   | Повратак кући                                      | Џоди                      |                   |
| 2001   | Бетавил                                            | Руби Дерен (млађа)        |                   |
| 2002   | Добра девојка                                      | Медицинска сестра         |                   |
| 2003   | Дечачки живот 4: Предигра                          | Кејтлен                   | Сегмент: „Л.Т.Р.” |
| 2004   | Д.Е.Б.С.                                           | Марија                    |                   |
| 2004   | Чикаго Борикуа                                     | Лола                      |                   |
| 2004   | Собарица из Мексика                                | Кристина Морено / Наратор | Гласовна улога    |
| 2005   | Пуно налик љубави                                  | Никол                     |                   |
| 2005   | Окрутни свет                                       | Ђина                      |                   |
| 2005   | Прљаво                                             | Рита                      |                   |
| 2006   | Алиби                                              | Оператор #1               |                   |
| 2006   | Улица милости                                      | Алиша Џонсон              |                   |
| 2007   | Матура                                             | Сузи Винтерс              |                   |
| 2007   | Рат                                                | Бренди                    |                   |
| 2007   | Мртав тон                                          | Џоди Валтерс              |                   |
| 2008   | Универзални знаци                                  | Триш                      |                   |
| 2008   | Приватна пратиља за Дан заљубљених: Плава и опасна | Приватна Вики Кастиљо     |                   |
| 2009   | Смањивање                                          | Касирка                   |                   |
| 2009   | Би девојка                                         | Роузи                     |                   |
| 2011   | Убедити Клунија                                    | Ејми                      |                   |
| 2011   | Само напред!                                       | Кармен Салгадо            |                   |
| 2014   | Робокап                                            | Џи Ким                    |                   |
| 2016   | Сестрински градови                                 | Сара                      |                   |
| 2018   | Оно што су имали                                   | Др Зое                    |                   |
| 2018   | Света Џуди                                         | Сели                      |                   |
| 2019   | Ел Чикано                                          | Ванеса                    |                   |
| 2019   | Породица Адамс                                     | Дениз                     | Гласовна улога    |

### Телевизија
| Година    | Наслов                        | Улога               | Белешке                                                           |
| --------- | ----------------------------- | ------------------- | ----------------------------------------------------------------- |
| 1999      | ЕР                            | Лиан Ловлер         | Епизода: „Истина и последице”                                     |
| 2001      | Ускрснуће Блвд.               | Силвија             | Епизода: „Утакмица”                                               |
| 2001      | Агенција                      | Спремачица у мотелу | Две епизоде                                                       |
| 2001      | В.И.П.                        | Рецепционар         | Епизода: „Ујак са В.А.Л.”                                         |
| 2002      | Кадет Кели                    | Глорија             | Оригинални филм Дизнијевог канала                                 |
| 2002      | Анђео                         | Синтија Јорк        | Епизода: „Рођендан”                                               |
| 2002      | Америчка породица             | Млада Нина          | Понављајућа улога, пет епизода                                    |
| 2002      | МДс                           | Ђина Вилис          | Епизода: „Време смрти”                                            |
| 2002–2003 | Поздрави из Тусона            | Марија Тиант        | Главна улога                                                      |
| 2003–2004 | Све о Андерсоновима           | Лидија Серано       | Главна улога                                                      |
| 2004      | Лас Вегас                     | Лизи Поснер         | Епизода: „Невада Стејт”                                           |
| 2005      | ЦСИ: НЈ                       | Ронда Кавез         | Епизода: „Град лутака”                                            |
| 2006      | Међународни пролећни фестивал | Искра               | Епизода: „Бескућник рок-звезда”                                   |
| 2006–2007 | Џорџ Лопез                    | Вероника Палмеро    | Понављајућа улога (пета сезона); главна улога (шеста сезона)      |
| 2007      | ЦСИ: Истрага места злочина    | Мелиса Џентри       | Епизода: „Велики хитац”                                           |
| 2007      | Одбојност                     | Тина Маркович       | Епизода: „Отпремнина”                                             |
| 2008      | Натприродно                   | Ненси Фицџералд     | Епизода: „Право у Белу”                                           |
| 2008      | Моји дечаци                   | Ејми                | Епизода: „Преузми мој посао жено... Молим те”                     |
| 2008      | ЦСИ: Мајами                   | Андреа Ринел        | Епизода: „Неће се поново напунити”                                |
| 2009      | Неожењени Гери                | Ана                 | Епизода: „Гери и Денизина сестра”                                 |
| 2009      | Кости                         | Џенифер Китинг      | Епизода: „Наука у физичару”                                       |
| 2009      | Породичан момак               | Никол               | Епизода: „Брајан добија потпуно нову торбу”                       |
| 2009–2010 | Траума                        | Мариса Бенез        | Главна улога                                                      |
| 2011      | Са мапе                       | Алма                | Понављајућа улога, пет епизода                                    |
| 2011      | Љубавни залогаји              | Стефи               | Епизода: „Дечаци мушкарци”                                        |
| 2011      | Хаваји пет-0                  | Карла               | Епизода: „Пахел”                                                  |
| 2011–2013 | Декстер                       | Џејми Батиста       | Понављајућа улога (сезоне шест–седам); главна улога (осма сезона) |
| 2012–2013 | Вегас                         | Ивон Санчез         | Понављајућа улога, четрнаест епизода                              |
| 2012–2013 | Град мотора                   | Тени                | Гласовна улога; три епизоде                                       |
| 2014      | О дечаку                      | Стејси              | Епизода: „О љутом сексу”                                          |
| 2015      | Импастор                      | Лин                 | Две епизоде                                                       |
| 2016      | Сат журбе                     | Диди Дијаз          | Главна улога                                                      |
| 2016–2021 | Луцифер                       | Ела Лопез           | Главна улога (сезона два–данас)                                   |
| 2017      | Породични момак               | Изабела             | Епизода: „Драги депортовани”                                      |
| 2020      | М.О.Д.О.К. (ТВ серије)        | Џуди                | Главна улога                                                      |

## Похвале
| Година | Удружење                       | Категорија                                                                 | Номиновани рад | Резултат   | Реф.  |
| ------ | ------------------------------ | -------------------------------------------------------------------------- | -------------- | ---------- | ----- |
| 2007   | Награде АЛМА                   | Изузетна споредна глумица–Телевизијске серије, мини-серије или ТВ филм     | Џорџ Лопез     | Номинована | [ 8 ] |
| 2007   | Награде Имаген                 | Најбоља споредна глумица–Телевизија                                        | Џорџ Лопез     | Номинована | [ 9 ] |
| 2012   | Награде цеха глумаца са екрана | Изузетан перформанс у драмској серији                                      | Декстер        | Номинована | [ 3 ] |
| 2013   | Награде АЛМА                   | Посебна достигнућа у телевизији (заједно са Лорен Велез и Давидом Зајезом) | Декстер        | Победила   | [ 8 ] |